# Rodington
Rodington – wieś w Anglii, w hrabstwie ceremonialnym Shropshire, w dystrykcie (unitary authority) Telford and Wrekin. Leży 10 km na wschód od miasta Shrewsbury i 217 km na północny zachód od Londynu.